# Waldemar Knade
Waldemar Knade – polski altowiolista, aranżer i kompozytor grający muzykę poważną, jazz-rock i rock.
Rozpoczął działalność w 1979 roku w Bydgoszczy. Edukację muzyczną rozpoczął w wieku 9 lat w Państwowej Szkoły Muzycznej I i II Stopnia w Koszalinie w klasie skrzypiec prof. Brygidy Pander oraz Mieczysława Bilickiego. Dalszą naukę kontynuował w Liceum Muzycznym w Bydgoszczy w klasie altówki prof. Jana Paruzela oraz prof. Józefa Rezlera, a następnie w Akademii Muzycznej im. Feliksa Nowowiejskiego w Bydgoszczy na wydziale instrumentalnym w klasie altówki prof. Jana Paruzela.
Od 1977 roku datuje się jego współpraca i przyjaźń z Janem Paszkiewiczem, twórcą Festiwalu Polskich Wideoklipów Yach Film. 
W latach 1980–1996 pracował w Filharmonii Pomorskiej im. Ignacego Paderewskiego w Bydgoszczy jako muzyk orkiestrowy w sekcji altówek. Następnie jako solista–kameralista został członkiem orkiestry kameralnej Capella Bydgostiensis. Współpracował z kwartetem smyczkowym - Kwartet Pomorski. Był członkiem studenckiej, jazz–rockowej grupy Tygiel. W 1981 roku jako altowiolista został zaproszony do Berlina na XI sesję The Jeunesses Musicales World Orchestra pod patronatem Dyrektora Generalnego UNESCO w Berlinie. Orkiestrą dyrygowali Cristóbal Halffter oraz Walter Weller, jako soliści wystąpili: Yehudi Menuhin i Felix Schmidt. Uczestniczył w festiwalach, konkursach muzycznych oraz trasach koncertowych (Niemcy, Francja, Holandia, Belgia, Hiszpania, Węgry, Dania, Szwecja, Rosja).
W latach 1999–2012 pracował w dziale programowym Miejskiego Ośrodka Kultury w Bydgoszczy.  Merytorycznie odpowiedzialny za organizację i realizację programów muzycznych w Kawiarni Artystycznej „Węgliszek” w Bydgoszczy, w Zespole Pałacowo - Parkowym w Ostromecku, oraz masowych przedsięwzięć artystycznych na terenie miasta („Harmonica Bridge”, cykl imprez artystycznych BAL - Bydgoskie Lato Artystyczne). Pomysłodawca koncepcji powstania festiwalu bydgoskich perkusistów, zrealizowanego w 2007 roku przez Dyrektora Miejskiego Ośrodka Kultury w Bydgoszczy, Marka Stankiewicza jako „Bydgoskie Drums Fuzje”, kontynuowany obecnie przez Miejskie Centrum Kultury w Bydgoszczy jako „Drums Fusion”.
Od 2012 roku współpracuje z Mirosławem Rogalą, zamieszkałym w USA pochodzenia polskiego teoretykiem sztuki, performerem, artystą wizualnym.
Od 2013 roku współpracuje z Teatrem Tworzenia, z którym aktywnie koncertuje i nagrywa płyty.
Od 2013 roku współpracuje z Grant Calvinem Westonem (USA), czego efektem jest między innymi płyta "Weston & Knade - Metamorphosis" nagrana również z Michałem Rybką, Karolem Kornilukiem, Jeffreyem Kriegerem (USA), Michałem Kielakiem, Kubą Galińskim.
W sierpniu 2013 wraz z Bogusławem Raatzem założył zespół Ritual Duo, z którym nagrał płytę zatytułowaną: Kolory.
W grudniu 2015 roku wraz z Krzysztofem Majchrzakiem i znakomitym amerykańskim perkusistą Warrenem Benbowem (Whitney Houston, Nina Simone, Michał Urbaniak, James Blood Ulmer) zagrał trasę koncertową po Polsce.
Pojawiał się na scenie, jak i współpracował również z  Capellą Bydgostiensis, Kwartetem Pomorskim, Filharmonią Pomorską, zespołami Tygiel, E-150, Kazan, Doktor Blues, Free-Dom, East Earth Band, Krzysztofem Ścierańskim, Laboratorium, Bogdanem Mizerskim, Włodzimierzem Kiniorskim,  Jerzy Mazzollem, Milo Kurtisem, Steve’em Kindlerem (USA), Jeffrey Krieger (USA), Pete Drungle (USA), Ronald Marquiss (USA),  Philippe Pipon (Fr).

## Współpraca z Teresą Wądzińską
Współpracuje ze znaną i zasłużoną bydgoską aktorką i reżyserką – Teresą Wądzińską. Jako kompozytor i wykonawca, współtworzy artystyczne programy słowno-muzyczne i teatralne, m.in.:
- jednoaktowy spektakl zatytułowany: „(Nie)zwykłe kobiety Pomorza i Kujaw - One budowały Niepodległą" w reżyserii Teresy Wądzińskiej[4]
- Pieśń o Bogu Ukrytym, koncert z okazji 100. rocznicy urodzin papieża Jana Pawła II[5]
- Koncert patriotyczny, wybór najpiękniejszych wierszy i pieśni.
- Wielkopostne rozmyślania według poezji księdza Jana Pomina.

## Dyskografia
- The Jeunesses Musicales World Orchestra (analogowa) (1981)
- Doktor Blues (CD) (2005)
- Doktor Blues (CD) (2006) (ep - trzy utwory) AAGG 003
- Doktor Blues Live (CD) (2008) koncertowa
- Antologia Polskiego Bluesa cz. 1 (CD) (2008) koncertowa
- Kazan  "e=hc2" (CD) (2010)
- Antologia Polskiego Bluesa cz. 3 (CD) (2011)[6]
- "The dream Off Penderecki" z Teatrem Tworzenia J. Pijarowskiego (2013)[7]
- Kolory (CD) (2014) - z Ritual Duo[8]
- "Dog and the Universe of Swine Dirt” One or the Whole (USA - Edition) (CD) (2015)
- "Metamorphosis" Weston & Knade (2015)[9]
- "Katharsis (A Small Victory)" z Teatrem Tworzenia J. Pijarowskiego (2017)
- "Antidepressant Sounds Academy" z Grzegorzem Pleszyńskim (2018)
- "Antidepressant Opera Cristoforo Colombo" z Grzegorzem Pleszyńskim (2018)
- "Fijałkowski Project" (CD) (2019)
- "Living After Life" z Teatrem Tworzenia J. Pijarowskiego (2019)
- "Pandemonicon" z Teatrem Tworzenia J. Pijarowskiego (2020)